# Ameen al-Dakhil
Ameen al-Dakhil (arabisch أمين الدخيل; * 6. März 2002 in Bagdad, Irak) ist ein belgisch-irakischer Fußballspieler, der seit Sommer 2024 beim VfB Stuttgart unter Vertrag steht.

## Karriere

### Verein
Als Flüchtlinge des Irakkriegs kamen al-Dakhil im Alter von fünf Jahren und seine Familie nach Belgien. Dort spielte er in der Jugend dann für SV Kortenaken, den SC Hoegaarden und KVK Tienen, bis er dann in die Jugend des RSC Anderlecht wechselte und hier bis 2016 spielte. Danach spielte er in der Jugend von Standard Lüttich, wo er die nächsten U-Mannschaften durchlief. Zur Saison 2021/22 wurde er fester Teil des Kaders der ersten Mannschaft und kam direkt am ersten Spieltag am 23. Juli 2021 zum Einsatz.
Nach guten ersten Monaten kam er ab Ende Oktober nicht mehr zum Einsatz, erst Mitte Januar 2022 folgten noch vereinzelte weitere Einsätze. So wechselte er in diesem Monat weiter und schloss sich für eine Ablöse von 500.000 € VV St. Truiden an. Dort spielte er gleich eine gute Rolle und bekam nach einigen Kurzeinsätzen am Anfang ab Ende Februar 2022 quasi eine Startplatzgarantie, durch die er sehr oft durchspielte. Nach wiederum gut einem Jahr bei St. Truiden steigerte sich sein Marktwert kräftig und für 5 Mio. € Ablöse folgte Anfang 2023 sein Wechsel nach England in die Championship zum FC Burnley. Sein Debüt hatte er am 32. Spieltag beim 1:1 gegen den FC Watford. Danach kam er sporadisch zu weiteren Einsätzen und beendete mit seinem Team die Saison 2022/23 als Meister. So kam er am 11. August 2023 bei der 0:3-Niederlage gegen Manchester City zu seinem Debüt in der Premier League. Im Rückspiel am 31. Januar 2024 gegen ebendiese schoss er sein erstes Tor für Burnley.
Ende August 2024 wechselte al-Dakhil in die Bundesliga zum amtierenden Vizemeister VfB Stuttgart.

### Nationalmannschaft
Von September 2018 bis Mai 2019 spielte al-Dakhil für die belgische U17-Auswahl und erhielt im Viertelfinale der Europameisterschaft 2019 einen Einsatz im Viertelfinale. Nebst einem Einsatz für die U18 im September 2019 und einem für die U20 im November 2022 kam er von Juni 2022 bis Juni 2023 auch zu einigen Einsätzen für die U21, worunter auch ein Spiel bei der Europameisterschaft 2023 fällt.
Sein Debüt für die belgische A-Nationalmannschaft hatte er am 17. Juni 2023, als er bei einem 1:1-Freundschaftsspiel während der Qualifikation für die Europameisterschaft 2024 in der 84. Minute für Leander Dendoncker eingewechselt wurde.

## Titel
- Deutscher Pokalsieger: 2025 (VfB Stuttgart)
- Englischer Zweitligameister und Aufstieg in die Premier League: 2023 (FC Burnley)